# Vattusaari (ö i Mellersta Finland, Jämsä, lat 61,72, long 24,98)
Vattusaari är en ö i Finland. Den ligger i sjön Isojärvi och i kommunen Kuhmois i landskapet Mellersta Finland, i den södra delen av landet, 170 km norr om huvudstaden Helsingfors. Öns area är 3,2 hektar och dess största längd är 390 meter i sydöst-nordvästlig riktning.